# Julia Roddar
Julia Roddar, född 16 februari 1992 i Falun, är en svensk fotbollsspelare som spelar för London City Lionesses. 

## Klubbkarriär

### Tidiga år
Roddars moderklubb är Slätta SK. Därefter spelade Roddar för Falu Elit DFF innan hon under 2007 gick över till Korsnäs IF. Säsongen 2008 spelade Roddar 14 matcher och gjorde 10 mål för Korsnäs IF i Division 3. Inför säsongen 2009 gick hon till division 1-klubben Kvarnsvedens IK, men återvände under sommaren 2009 till Korsnäs IF.

### Första utlandssejour med collegespel
I slutet av augusti 2009 åkte Roddar till USA för studier och fotbollsspel på Shattuck-St. Mary's fotbollsakademi. Efter ett år i St. Mary's valde Roddar collegespel på University of Wisconsin–Madison, där hon spelade 20 matcher. Efter ett halvår bytte Roddar skola till Florida Gulf Coast University. Under sina år på Florida Gulf Coast spelade hon totalt 62 matcher och gjorde fyra mål.
Under sommaruppehållen varje år återvände Roddar till Sverige och spelade för Kvarnsvedens IK. Förutom under 2013 då hon valde att spela sommarmånaderna i Korsnäs IF.

### Återkomst i Sverige
Efter att ha tagit examen under våren 2015 återvände Roddar till Sverige och spel i Kvarnsvedens IK. Hon gjorde sin debut i Damallsvenskan den 17 april 2016 i en 1–1-match mot Vittsjö GIK.
Den 13 november 2017 värvades Roddar av Kopparbergs/Göteborg FC, där hon skrev på ett tvåårskontrakt. I september 2019 förlängde Roddar sitt kontrakt med två år. Under säsongen 2020 var hon med och tog klubbens första SM-guld genom tiderna.

### Washington Spirit
I januari 2021 värvades Roddar av amerikanska NWSL-klubben Washington Spirit, där hon skrev på ett tvåårskontrakt. Säsongen 2021 var Roddar med och vann Washington Spirits första ligatitel genom tiderna.

### Hammarby IF
Den 2 december 2022 blev det klart att Roddar återvände till Sverige för spel i Hammarby IF, där hon skrev på ett treårskontrakt.

### London City Lionesses
I augusti 2024 värvades Roddar av London City Lionesses, där hon skrev på ett tvåårskontrakt.

## Landslagskarriär
Roddar debuterade i a-landslaget när hon hoppade in i VM-kvalmatchen mot Ungern i oktober 2017. Hon har tidigare representerat Sverige på U19- och U17-nivå.
I maj 2019 blev Roddar uttagen i Sveriges trupp till Världsmästerskapet i fotboll 2019.

## Meriter
Kvarnsvedens IK
- Vinnare av Elitettan: 2015

 Kopparbergs/Göteborg FC
- Svensk mästare: 2020
- Svenska cupvinnare: 2019

 Washington Spirit
- Amerikansk mästare: 2021

Hammarby
- Svenska cupvinnare: 2023
- Svensk Mästare: 2023

 Sverige
- Brons i VM 2019
- Silver i OS 2021
- Vinnare av Algarve Cup 2022